# Mingenew (ort)
Mingenew är en ort i Australien. Den ligger i kommunen Mingenew och delstaten Western Australia, omkring 310 kilometer norr om delstatshuvudstaden Perth.
Trakten runt Mingenew är nära nog obefolkad, med mindre än två invånare per kvadratkilometer.. Mingenew är det största samhället i trakten. 
Trakten runt Mingenew består till största delen av jordbruksmark. Genomsnittlig årsnederbörd är 433 millimeter. Den regnigaste månaden är juli, med i genomsnitt 75 mm nederbörd, och den torraste är februari, med 3 mm nederbörd.